# Eremo di San Paolo
L'eremo di San Paolo è una piccola chiesa eremita a Prabi,  frazione di Arco nel Basso Sarca in Trentino. Appartiene all'ex-decanato di Arco dell'arcidiocesi di Trento  e risale almeno al XII secolo.

## Storia

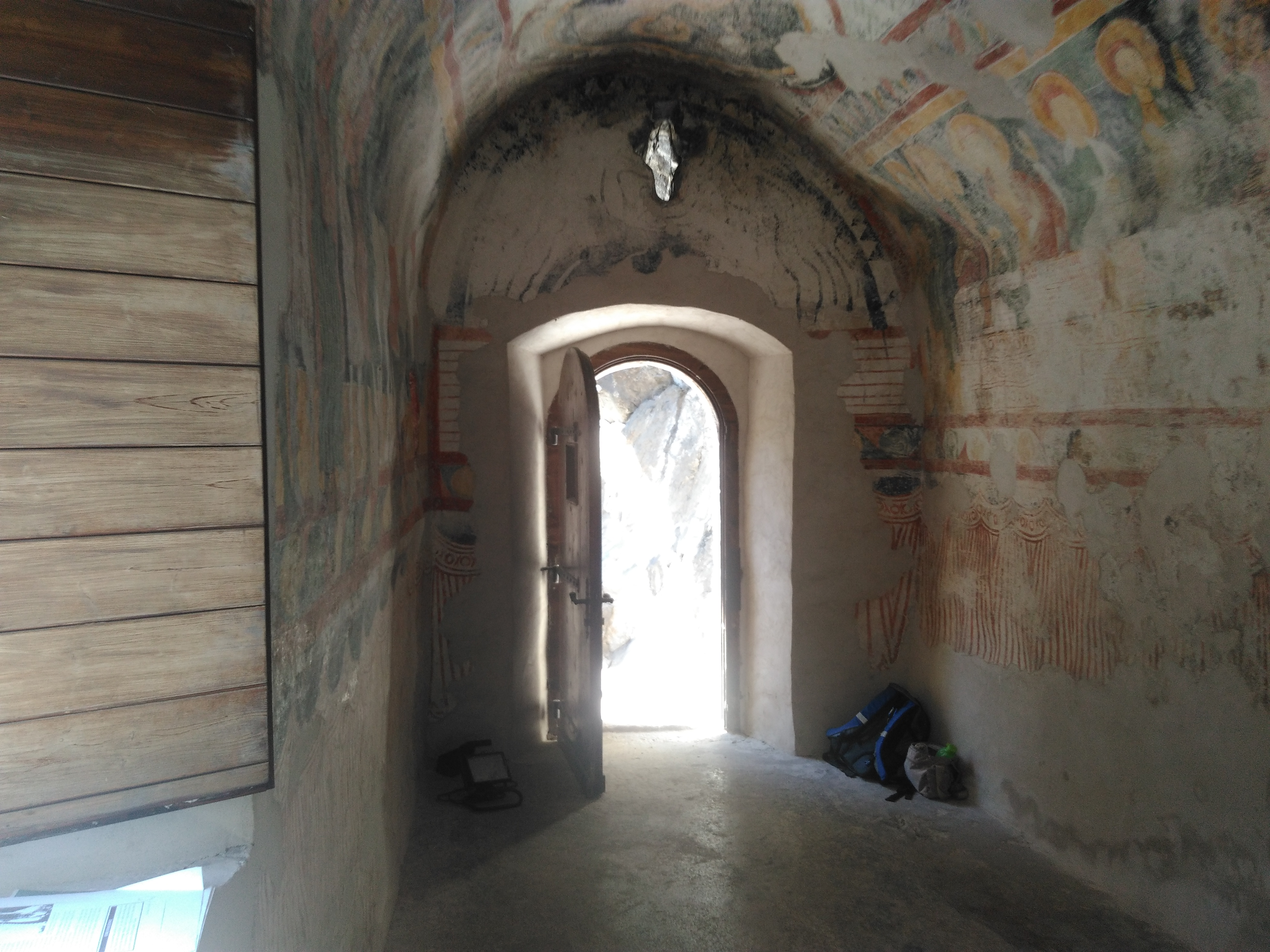
Ingresso della piccola chiesa

Il momento esatto dell'erezione dell'eremo non è conosciuto ma è verosimile che il luogo di culto sia stato voluto dai signori D'Arco.
Sull'altare della piccola chiesa in passato era visibile la data della consacrazione a san Paolo: 5 aprile 1186. La cerimonia venne officiata dal vescovo di Trento Alberto Madruzzo.

## Descrizione

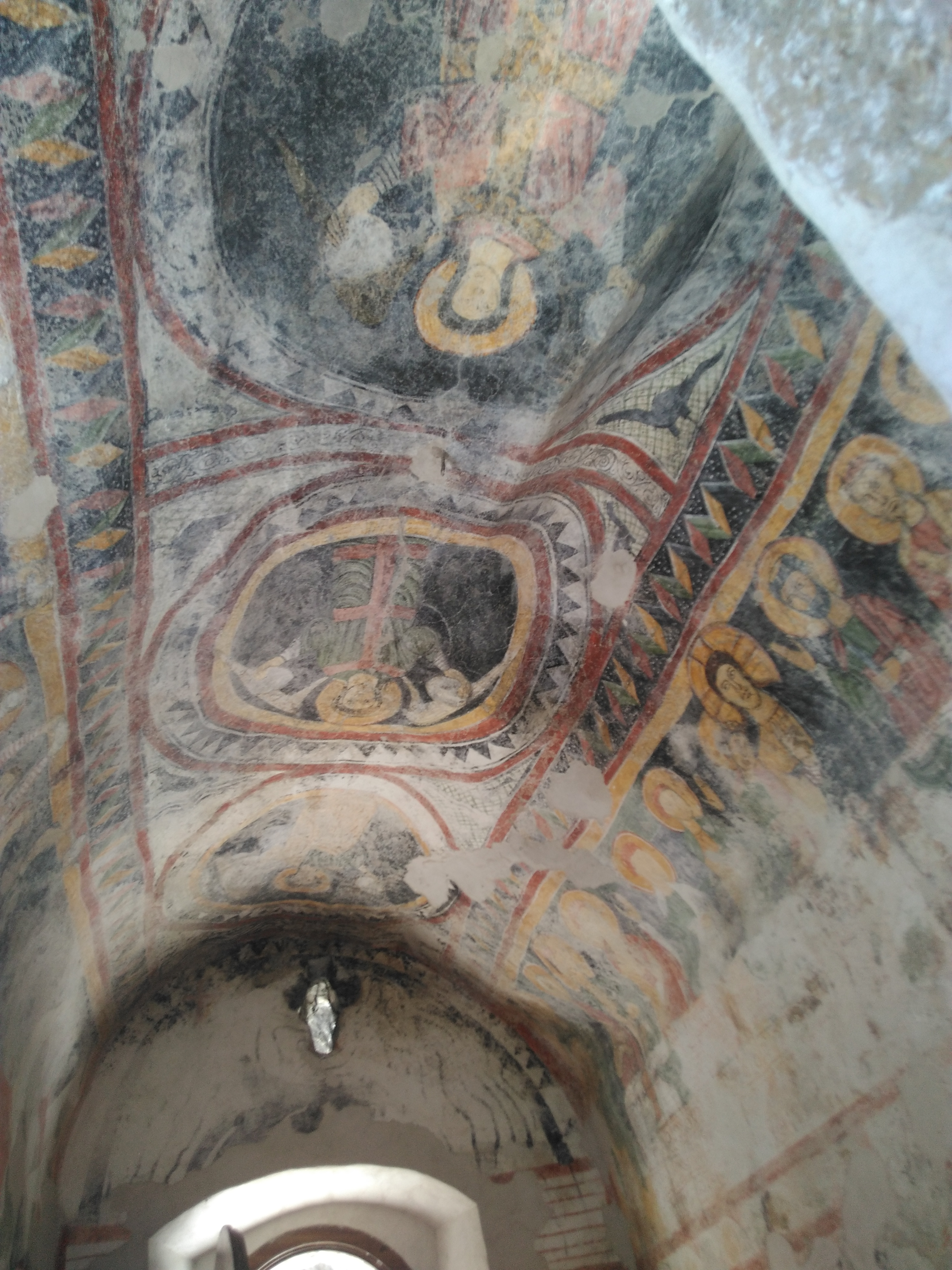
Affreschi del soffitto e parte dell'Ultima cena

L'eremo si può raggiungere solo attraverso un sentiero ripido, a piedi, partendo dalla strada sulla destra del Sarca che unisce Ceniga a Prabi. Si trova addossato alla roccia, in posizione elevata e panoramica sulla valle. La piccola chiesa fa parte di un complesso che risale al periodo compreso tra il XII ed il XV secolo.
Divenne patronato della famiglia de Altamer attorno alla metà del XIX secolo e poi proprietà del comune di Arco. In tempi recenti è stato restaurato.

### Esterni
La facciata si presenta non simmetrica e l'accesso è raggiungibile da una scalinata in pietra di 16 gradini. La porta è sormontata da una piccola finestra a forma di croce. Le parti esterne visibili sono affrescate.

### Interni
Nell'interno sono conservati gli affreschi che raffigurano l'Ultima cena e le Storie della vita di San Paolo dipinte direttamente sulla parte rocciose dell'aula dall'artista locale noto come maestro di Ceniga. La sala è semplice, con copertura a botte. Nella piccola chiesa viene officiata la Messa solo due volte all'anno.

## Nella cultura di massa
Il piccolo eremo viene citato nelle opere di Rainer Maria Rilke.